# Тетіс (ПСКБ)
Підводна спостережна камера, що буксирується (ПСКБ) типу "Тетіс" — це серія з шести ПСКБ "Тетіс" і чотирьох ПСКБ "Тетіс-Н", створених для підводного буксирування в режимі батиплана та занурення в режимі гідростата за допомогою судна-носія з метою спостереження та вивчення поведінки риб у зоні роботи знарядь вилову.
| Тетіс                                    | Тетіс                                               | Тетіс                                               |
| ---------------------------------------- | --------------------------------------------------- | --------------------------------------------------- |
| Тетис                                    |                                                     |                                                     |
|                                          |                                                     |                                                     |
|                                          |                                                     |                                                     |
| Верф                                     | ЛАО                                                 | ЛАО                                                 |
| Замовлення                               | Міністерство рибного господарства СРСР              | Міністерство рибного господарства СРСР              |
| Переданий                                | 01.09.1972 — 16.12.1974                             | 01.09.1972 — 16.12.1974                             |
| Проєкт                                   |                                                     |                                                     |
| Класифікація ПЧ                          | Підводна спостережна камера, що буксирується (ПСКБ) | Підводна спостережна камера, що буксирується (ПСКБ) |
| Варіанти проєкту                         | 1605                                                | 1605                                                |
| Розробник проєкту                        | СКБ "Судопроект", ЦПБ "Волна", СПМБМ "Малахіт".     | СКБ "Судопроект", ЦПБ "Волна", СПМБМ "Малахіт".     |
| Головний конструктор                     | Михайлов І.Б.                                       | Михайлов І.Б.                                       |
| Основні характеристики                   |                                                     |                                                     |
| Швидкість (підводна)                     | 2 — 6 вуз                                           | 2 — 6 вуз                                           |
| Робоча глибина занурення                 | Режим батиплана — 200 м; режим гідростата — 300 м   | Режим батиплана — 200 м; режим гідростата — 300 м   |
| Автономність плавання                    | Робоча — 6 год., аварійна — 24год.                  | Робоча — 6 год., аварійна — 24год.                  |
| Екіпаж                                   | 2 особи                                             | 2 особи                                             |
| Розміри                                  |                                                     |                                                     |
| Довжина найбільша (по КВЛ)               | 4,3 м.                                              | 4,3 м.                                              |
| Ширина корпусу найб.                     | 3,2 м.                                              | 3,2 м.                                              |
| Висота                                   | 1,8 м.                                              | 1,8 м.                                              |
| Водотоннажність підводна                 | 2,95 т.                                             | 2,95 т.                                             |
| Силова установка                         |                                                     |                                                     |
| Передача електроенергії по кабель— тросу |                                                     |                                                     |
| Озброєння                                |                                                     |                                                     |

|  |

## Історія.

### ПСКБ"Тетіс".
Технічний проєкт під назвою "Атлант-2" було розроблено у 1970 році в Спеціальному конструкторському бюро (СКБ) «Судопроєкт» під керівництвом головного конструктора Є. В. Крилова на замовлення Міністерства рибного господарства СРСР. 1 липня 1970 року Міністерство суднобудівної промисловості передало всі роботи з проєктування населених підводних технічних засобів від ЛПМБ «Рубін» і СКБ «Судопроєкт» до Центрального проєктного бюро (ЦПБ) «Волна». Головним конструктором проєкту, який отримав номер 1605, було призначено І. Б. Михайлова.
У 1972 році в ЦПБ «Волна» було розроблено робочий проєкт підводної спостережної камери, що буксирується (ПСКБ) «Атлант-2». Її будівництво здійснювалося на Ленінградському адміралтейському об’єднанні (ЛАО). Під час підготовки до виробництва проєкт отримав назву «Тетіс», що іноді спричиняє плутанину, оскільки цей проєкт іноді сприймають як окрему розробку. Через це перші дві побудовані камери в окремих джерелах згадуються під назвою «Атлант-2».
Підводна спостережна камера (ПСКБ) буксирується судном-носієм за допомогою спеціального кабель-троса, через який передається електроенергія та здійснюється двосторонній телефонний зв’язок. Кабель-трос оснащений спеціальними гідродинамічними буями, що забезпечують йому «нульову» плавучість. Сама ПСКБ має постійну позитивну плавучість близько 50 кг.
При швидкості буксирування понад 1 вузол занурення здійснюється за рахунок створення диференту на ніс горизонтальними рулями, внаслідок чого гідродинамічні крила формують занурювальний момент. Управління ПСКБ здійснює один член екіпажу — капітан.
Маневрування в горизонтальній площині виконується за допомогою вертикального стерна. Максимальне відхилення в горизонтальній площині від напрямку руху буксирного судна при повному перекладанні вертикального стерна та довжині кабель-троса 800 м становить 20 м. Маневрування у вертикальній площині здійснюється горизонтальними рулями в діапазоні глибин до 200 м.
Для роботи в режимі гідростата під корпусом апарата підвішується додатковий твердий баласт масою 150–200 кг, який надає необхідну негативну плавучість. У цьому режимі ПСКБ занурюється за умови перебування судна-носія в дрейфі або на якорі.
ПСКБ «Тетіс» виконує такі дослідницькі завдання:
- контроль за роботою знарядь лову промислових суден;
- передача оперативної відеоінформації на монітор, встановлений на судні—носії;
- налаштування нових конструкцій тралів;
- вивчення поведінки риб у зоні дії знарядь лову;
- виявлення скупчень риби у водній товщі та промислових безхребетних на ґрунті;
- візуальні огляди підводних споруд та об'єктів;
- ландшафтна та геоекологічна зйомка;
- підводне фотографування і фільмування досліджуваних об’єктів.[4]

Невелика вага та компактні габарити ПСКБ «Тетіс» дають змогу встановлювати її на промислових суднах типу СРТМК, «Атлантик», «Тропік», БМРТ та інших.
Дослідна підводна спостережна камера, що буксирується, БК-72-01 проєкту 1605 відрізнялася від серійних тим, що мала не чотири, а три фронтальні ілюмінатори. Заводські ходові та державні випробування цієї камери проводилися в Чорному морі наприкінці 1972 року спільно з науково-дослідним судном "Зунд". Упродовж 1973–1974 років на Ленінградському адміралтейському об’єднанні (ЛАО) було побудовано ще п’ять камер. Міністерство рибного господарства розподілило побудовані шість ПСКБ типу "Тетіс" таким чином: три — до Південного басейну, дві — до Західного, одна — до Північного.
Велике значення для рибного господарства мали роботи з вивчення конструкцій тралів та їхньої взаємодії з рибою, які проводилися за допомогою підводних спостережних камер «Тетіс». Результатом цих досліджень стало створення принципово нових конструкцій знарядь лову та прискорення їхнього впровадження в експлуатацію. ПСКБ «Тетіс» експонувалася на міжнародній виставці «Інрибпром-75» у Ленінграді, де викликала значний інтерес у фахівців.
Міністерство рибного господарства СРСР у 1975 році створило Севастопольську філію спеціального експериментально-конструкторського бюро промислового рибальства, яку Наказом Міністра рибного господарства СРСР № 47 у 1977 році було реорганізовано в Севастопольське експериментально-конструкторське бюро з підводних досліджень (СЕКБП).
За період з 1978 по 1990 роки три ПСКБ «Тетіс», які належали СЕКБП / Базі «Гідронавт», здійснили понад 1500 занурень загальною тривалістю близько 5000 годин. Експедиції з використанням ПСКБ "Тетіс" проводилися в Азово-Чорноморському басейні, у центрально-східній та південно-східній Атлантиці, у північно-західній частині Індійського океану, а також у західній частині Тихого океану.
Для ПСКБ "Тетіс" у СЕКБП / Базі "Гідронаввт" використовували серійні судна кормового тралення типу СРТМ: "Зайнулла Мустакімов", "Єлагін", "Рекорд" та "Супса".
За розрахунками Бази "Гідронавт" загальний вилов по флоту за рахунок оглядів знарядь лову відсталих суден збільшувався на 5,3 %. В окремих випадках вилов риби зростав на 10–15 %.
На момент окупації Криму в 2014 році ПСКБ "Тетіс" знаходилися:
- на території держави-агресора — 3 одиниці (2 — у музеї м. Калінінграда, 1 — на постаменті в м. Мурманську);
- на тимчасово окупованій території України — 1 одиниця (на постаменті в яхт-клубі м. Севастополя);
- на території України — 1 одиниця (на постаменті при в’їзді в м. Чорноморськ Одеської області).[6]

### ПСКБ"Тетіс-Н".
| Тетіс-Н                                  | Тетіс-Н                                             | Тетіс-Н                                             |
| ---------------------------------------- | --------------------------------------------------- | --------------------------------------------------- |
| Тетис-Н                                  |                                                     |                                                     |
|                                          |                                                     |                                                     |
|                                          |                                                     |                                                     |
| Верф                                     | ЛАО                                                 | ЛАО                                                 |
| Переданий                                | 01.1989 — 05.1990                                   | 01.1989 — 05.1990                                   |
| Проєкт                                   |                                                     |                                                     |
| Класифікація ПЧ                          | Підводна спостережна камера, що буксирується (ПСКБ) | Підводна спостережна камера, що буксирується (ПСКБ) |
| Варіанти проєкту                         | 16051                                               | 16051                                               |
| Розробник проєкту                        | СПМБМ "Малахіт".                                    | СПМБМ "Малахіт".                                    |
| Головний конструктор                     | Михайлов І.Б                                        | Михайлов І.Б                                        |
| Основні характеристики                   |                                                     |                                                     |
| Швидкість (підводна)                     | 2 — 6 вуз                                           | 2 — 6 вуз                                           |
| Робоча глибина занурення                 | Режим батиплана — 200 м; режим гідростата — 300 м.  | Режим батиплана — 200 м; режим гідростата — 300 м.  |
| Автономність плавання                    | Робоча — 6 год., аварійна — 24год.                  | Робоча — 6 год., аварійна — 24год.                  |
| Екіпаж                                   | 2 особи                                             | 2 особи                                             |
| Розміри                                  |                                                     |                                                     |
| Довжина найбільша (по КВЛ)               | 4,3 м.                                              | 4,3 м.                                              |
| Ширина корпусу найб.                     | 3,2 м.                                              | 3,2 м.                                              |
| Висота                                   | 2,1 м.                                              | 2,1 м.                                              |
| Водотоннажність підводна                 | 2,96 т.                                             | 2,96 т.                                             |
| Силова установка                         |                                                     |                                                     |
| Передача електроенергії по кабель— тросу |                                                     |                                                     |
| Озброєння                                |                                                     |                                                     |

23 лютого 1974 року ЦПБ "Волна" було реорганізовано в Союзне проєктно-монтажне бюро машинобудування (СПМБМ) "Малахіт".
Експлуатація ПСКБ "Тетіс" показала гарні результати, і за заявкою Мінрибгоспу СРСР у 1989 році в СПМБМ "Малахіт" був розроблений удосконалений проєкт підводної спостережної камери, що буксирується, — "Тетіс-Н" (проєкт 16051). У 1989–1990 роках на Ленінградському адміралтейському об'єднанні було побудовано чотири модернізовані камери "Тетіс-Н". Нові апарати отримали вдосконалене обладнання та покращену систему огляду з ілюмінаторами діаметром 300 мм. Дві камери передали до Бази "Гідронавт" (Севастополь), одну — до ПІНРО (Мурманськ), ще одну залишили в Санкт-Петербурзі.
Для експлуатації модернізованих ПСКБ «Тетіс-Н» База "Гідронавт" у 1991 році отримала нові судна типу СРТМ — «Кача», «Каламіта» і «Карат». Проте ці судна жодного разу не використовувалися з апаратами «Тетіс-Н», а були залучені до промислового вилову риби.
Станом на 2014 рік, на момент окупації Криму, ПСКБ «Тетіс-Н» перебували:
– на території держави-агресора — 1 одиниця (у м. Санкт-Петербург);
– на тимчасово окупованій території України — 3 одиниці (1 — у дайв-клубі м. Севастополя, 1 — у Науково-дослідному центрі Збройних Сил України «Державний океанаріум», 1 — у приватній власності в м. Севастополь).

## Конструкція.

### Корпус.
Циліндричний міцний корпус ПСКБ «Тетіс» має сферичні носову і кормову частини, а в середній частині — циліндричну форму. Загальна довжина корпусу становить 2,5 метра, діаметр — 1,3 метра. Міцний корпус посилено внутрішніми шпангоутами. У верхній частині розміщено вхідний люк діаметром 500 мм. У корпус вмонтовано вісім ілюмінаторів діаметром 140 мм (шість — у носовій і два — у кормовій частинах). У ПСКБ «Тетіс-Н» замість чотирьох передніх ілюмінаторів діаметром 140 мм встановлено три ілюмінатори діаметром 300 мм.
ПСКБ має легкий обтічний зовнішній корпус, на якому закріплені крила для занурення, кермові стерна, лампа-спалах, світильники, пристрій скидання аварійного баласту та механізм обрізання кабель-троса.

### Системи і обладнання ПСКБ"Тетіс".

#### Навігаційне обладнання і зв'язок.
Оскільки ПСКБ типу «Тетіс» є прив’язним підводним апаратом, визначення курсу для нього не є обов’язковим. Глибина контролюється за допомогою глибиноміра. Зв’язок із судном-носієм здійснюється телефоном — у підводному та надводному положеннях через кабель-трос, або по радіо — у надводному положенні через ультракороткохвильову радіостанцію.

#### Система керування рухом.
У режимі батиплану занурення ПСКБ здійснюється завдяки гідродинамічній силі, що виникає на його крилах під час буксирування. Крила встановлюються під невеликим від’ємним кутом атаки до набігаючого потоку. При зниженні швидкості буксирування камера починає підніматися, а в разі повної зупинки буксирного судна спливає на поверхню завдяки постійній позитивній плавучості, яка становить приблизно 60 кг. 
Управління глибиною ПСКБ здійснюється двома кормовими горизонтальними стернами., а курсом — одним вертикальним стерном. Керування реалізується механічним приводом, виведеним на одну ручку управління. Гідронавт-капітан може підводити апарат до трала промислового судна зверху або з боків, що дає змогу спостерігати за його роботою, окремими вузлами та поведінкою риби, яка потрапила всередину.
Постійний телефонний зв’язок із судном-носієм забезпечує капітану ПСКБ оперативний вихід до трала та передачу актуальної інформації щодо огляду й налаштування тралових систем. Буксирування апарата можливе на глибинах до 200 метрів зі швидкістю до 6 вузлів. ПСКБ «Тетіс» обладнаний шістьма оглядовими ілюмінаторами, розташованими в носовій та бортових частинах, що забезпечують широкий огляд. Потужні прожектори й імпульсна лампа дають змогу здійснювати фото- та відеозйомку об’єктів спостереження.

#### Буксирний пристрій
Буксирний пристрій слугує для з’єднання ПСКБ із кабель-тросом, що забезпечує його буксирування та одночасну передачу енергії і телефонний зв'язок.

#### Система контролю повітря та його регенерації.
З моменту закриття люка підводного апарата екіпаж перебуває в міцному корпусі, де атмосферне повітря має відповідати складу звичайного повітря, придатного для дихання. У нормальних умовах на рівні моря вміст кисню в повітрі становить близько 21 %.. У разі зниження його концентрації до 19 % екіпаж активує систему регенерації повітря — спеціальну установку, що містить пластини, які поглинають оксид вуглецю та вуглекислий газ, одночасно виділяючи кисень. Кількість пластин забезпечує підтримання життєдіяльності двох гідронавтів протягом усього періоду аварійної автономності.
Контроль складу атмосферного повітря у міцному корпусі здійснюється за допомогою індикаторних трубок — вимірювальних приладів, наповнення яких змінює колір у присутності певних газів.

#### Науково—дослідне обладнання.
- Ілюмінатори для забортного спостереження: ПСКБ «Тетіс» обладнаний вісьмома ілюмінаторами діаметром 140 мм: шість розташовані в носовій частині, два — у кормовій[3].  ПСКБ «Тетіс-Н» оснащений трьома ілюмінаторами діаметром 300 мм та чотирма — діаметром 140 мм[16];
- Забортні світильники: п’ять одиниць;[3]
- Комплекс фотографування: імпульсні лампи-спалахи, які забезпечують проведення фотографування;[7]
- Можливість встановлення додаткового науково-дослідного обладнання масою до 50 кг.[3]

#### Електрична мережа
Електрична мережа живиться від судна-носія через кабель-трос. Від неї отримують живлення забортні та внутрішні світильники, радіостанція та радіомаяк.

### Аварійне обладнання

#### Аварійне обладнання у випадку неможливості спливання ПСКБ.
У разі неможливості спливання ПСКБ командир апарата може відрізати кабель-трос за допомогою спеціального пневматичного різака. Також ПСКБ може виринути в будь-який момент, скинувши твердий баласт. В аварійній ситуації скидання твердого баласту збільшує стандартну позитивну плавучість (приблизно 60 кг), що забезпечує підйом камери на поверхню.
Для аварійного від’єднання від судна-носія у верхній частині корпусу, перед вхідним люком, встановлено пневматичний пристрій аварійної віддачі та обрізання кабель-троса.
Якщо припиняється подача електроенергії по кабель-тросу, зв’язок із судном-носієм забезпечується безбатарейними телефонними апаратами або станцією звукопідводного зв’язку, яка в такому випадку живиться від аварійної акумуляторної батареї.

#### Протипожежне обладнання
У разі пожежі та задимлення у міцному корпусі екіпаж застосовує вогнегасники та акваланги, розраховані на 4–5 годин роботи.

#### Обладнання для випадку покидання ПСКБ в надводному положенні.
Рятувальні жилети згідно з Конвенцією SOLAS розміщені біля кожного члена екіпажа.

## Екіпаж
Екіпаж ПСКБ типу «Тетіс» складається з двох гідронавтів: капітана та підводного дослідника.
Капітан контролює параметри роботи всіх систем, керує операціями занурення, виходу до місця роботи, виконання завдань, поставлених керівником занурення, та поверненням на судно. Підводний дослідник виконує наукову програму, здійснює спостереження, фотографує, проводить фільмування і записує свої спостереження на магнітофон.
У 1972—1974 роках, коли ще не існувало системної підготовки гідронавтів, для майбутніх екіпажів було розроблено спеціальну навчальну програму. Після її проходження передбачалося складання іспитів, за результатами яких успішні кандидати отримували документ, що давав право на самостійне керування пілотованим підводним апаратом.
У 1977 році, з утворенням СЕКБП, у його структурі було створено Відділ підготовки гідронавтів (ВПГ), де розпочалась системна підготовка гідронавтів для роботи на пілотованих підводних апаратах (ППА) та підводних лабораторіях (ПЛБ). Кістяк ВПГ склали к.в.-м.н. Г. Трубчанін, В. Ніков і А. Земсков.
Кандидатами в гідронавти могли бути чоловіки до 35 років із вищою технічною або середньою спеціальною освітою, які мали щонайменше два роки професійного стажу та щонайменше один рік досвіду плавання на морських суднах. За станом здоров’я вони повинні були відповідати вимогам для водолазів і проходили обов’язкову медичну комісію.
Підготовка гідронавтів здійснювалася за затвердженою міністерством програмою і включала чотири етапи:
1. Теоретичний курс — вивчення навчальних дисциплін протягом усього періоду навчання;
2. Практична підготовка — відпрацювання навичок управління підводним апаратом біля пірса та в морських умовах;
3. Здача іспитів та заліків — після завершення теоретичної і практичної підготовки;
4. Стажування — проходження практики на ППА або підводній лабораторії (ПЛБ) для тих, хто успішно склав іспити.

Багаторічний досвід показав, що підготовка висококваліфікованого капітана (гідронавта першого класу) потребує від 3 до 5 років.
Капітанами-наставниками ПСКБ "Тетіс" тривалий час працювали С. Ліхарєв та І. Суворов; капітанами — Є. Ходак і О. Криволапов.
Підводними спостерігачами на ПСКБ "Тетіс" були гідронавти-дослідники — Б. Тимошенко, Б. Скамров, В. Антонов. Крім того, після спеціальної підготовки, у поодиноких зануреннях цю функцію виконували тралмайстри та капітани промислових суден.

## Твори чи публікації
- Документальний фільм "Гидронавты"/Реж. С.Хейфец,  ЦСДФ, 1990 р,— https://www.youtube.com/watch?v=zc0BqF7ADuY
- Документальний фільм "Подводные аппараты Базы "Гидронавт"/реж. С.Хейфец, к/ст. "Москва", 1991 р —. https://www.youtube.com/watch?v=RP5_ITtvUmY
- Журнал «Геологія і корисні копалини Світового океану», 2006 р., випуск №2, стор. 122—132  https://cyberleninka.ru/article/n/pidvodniy-naukovo-doslidniy-flot-ukrayini/viewer